# Duke of Buckingham

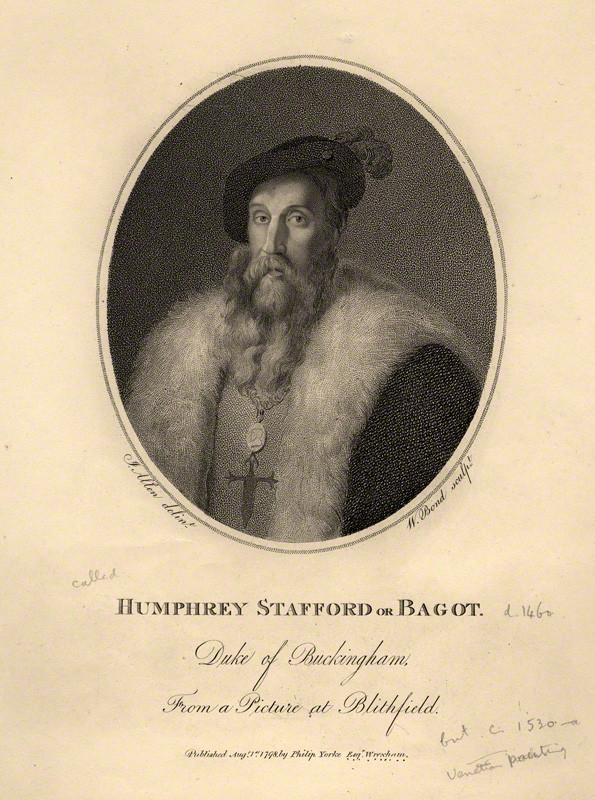
Humphrey Stafford, 1. Duke of Buckingham

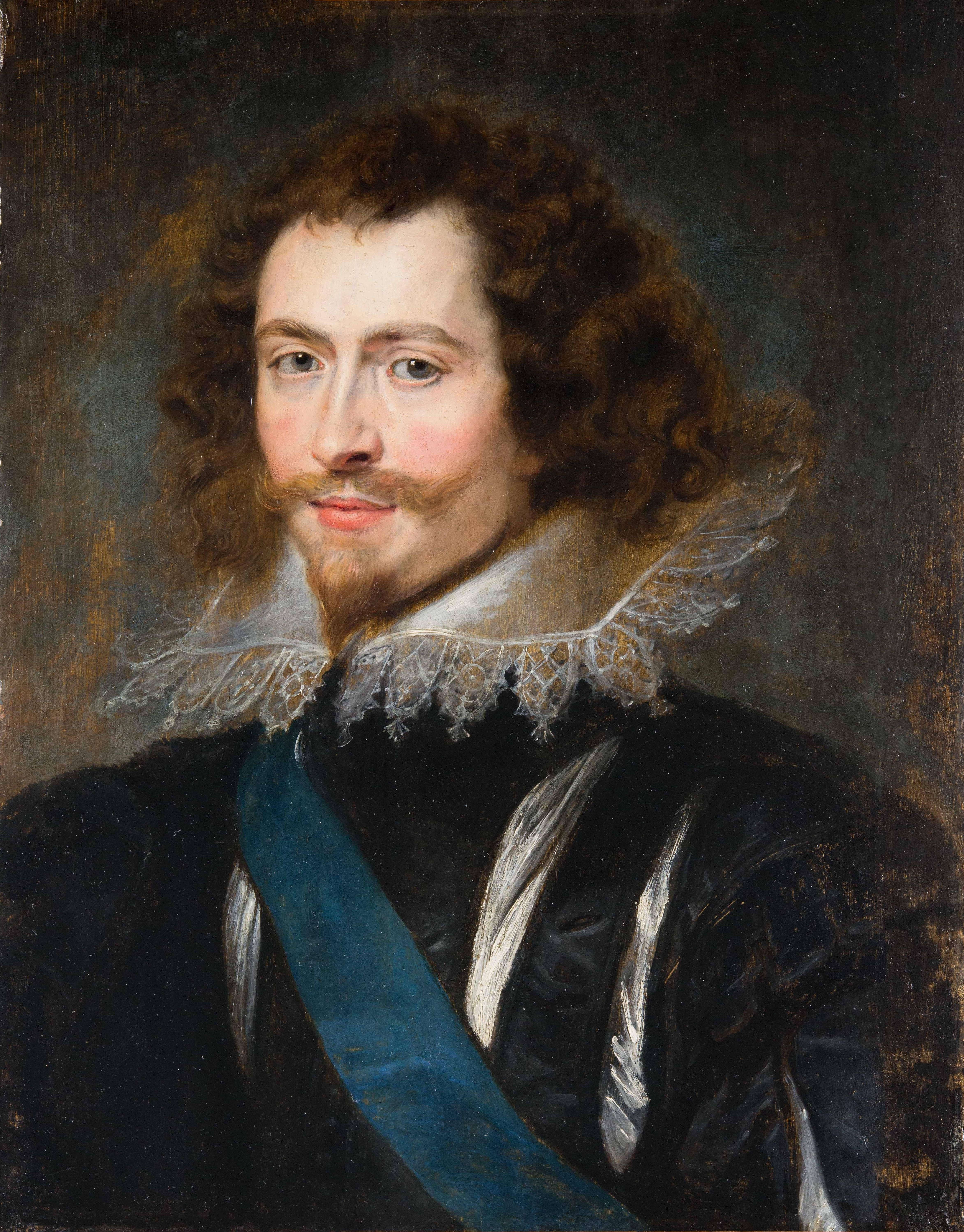
George Villiers, 1. Duke of Buckingham

Duke of Buckingham war ein erblicher britischer Adelstitel, der zweimal in der Peerage of England verliehen wurde. Der Titel war nach der englischen Stadt Buckingham benannt.

## Verleihungen
Erstmals wurde der Titel am 14. September 1444 an Humphrey Stafford, 6. Earl of Stafford verliehen. Dieser hatte bereits 1403 von seinem Vater die fortan nachgeordneten Titel 6. Earl of Stafford und 7. Baron Stafford geerbt. Sein Sohn, der 2. Duke wurde wegen Hochverrats gegen König Richard III. am 2. November 1483 hingerichtet und bekam seine Titel aberkannt. Dessen Sohn erwirkte 1485 die Wiederherstellung der Titel durch Act of Parliament für sich als 3. Duke. Am 13. Mai 1521 wurde auch dieser wegen Hochverrats verurteilt und am 17. Mai 1521 hingerichtet. Am 31. Juli 1523 bestätigte das Parlament die Aberkennung seiner Titel durch Bill of Attainder.
In zweiter Verleihung wurde der Titel am 18. Mai 1623 dem Höfling und Militär George Villiers, 1. Marquess of Buckingham verliehen. Zusammen mit dem Dukedom erhielt der den nachgeordneten Titel Earl of Coventry. Diesem waren bereits am 27. August 1616 die Titel Viscount Villiers und Baron Whaddon, of Whaddon in the County of Buckingham, am 5. Januar 1617 der Titel Earl of Buckingham und am 1. Januar 1618 der Titel Marquess of Buckingham verliehen worden. Sein Sohn, der 2. Duke, erbte um 1663 von seiner Mutter auch den Titel 19. Baron de Ros. Bei dessen Tod am 16. April 1687 erloschen alle seine Titel, mit Ausnahme der Baronie de Ros, die in Abeyance fiel.

## Liste der Dukes of Buckingham

### Dukes of Buckingham, erste Verleihung (1444)
- Humphrey Stafford, 1. Duke of Buckingham (1402–1460)
- Henry Stafford, 2. Duke of Buckingham (1455–1483) (Titel verwirkt 1483)
- Edward Stafford, 3. Duke of Buckingham (1478–1521) (Titel wiederhergestellt 1485; verwirkt 1521)

### Dukes of Buckingham, zweite Verleihung (1623)
- George Villiers, 1. Duke of Buckingham (1592–1628)
- George Villiers, 2. Duke of Buckingham (1628–1687)